# Brinay (Nièvre)
Brinay è un comune francese di 162 abitanti situato nel dipartimento della Nièvre nella regione della Borgogna-Franca Contea.

## Società

### Evoluzione demografica
Abitanti censiti